# Поутиайнен, Таня
Таня Туулия Поутиайнен (фин. Tanja Tuulia Poutiainen, род. 6 апреля 1980 года в Рованиеми, Финляндия) — финская горнолыжница, серебряный призёр Олимпийских игр 2006 года в гигантском слаломе и четырёхкратный призёр чемпионатов мира. Специализировалась в слаломе и гигантском слаломе.

## Спортивная биография

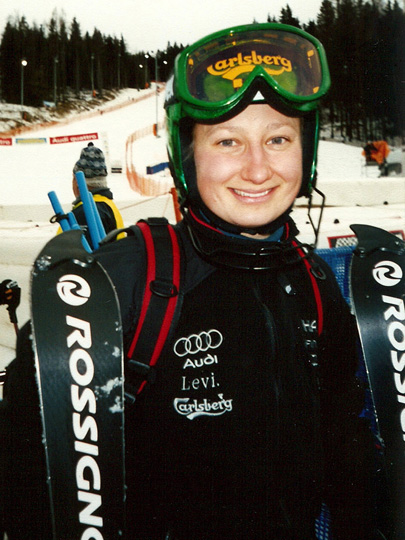
Таня в 2002 году

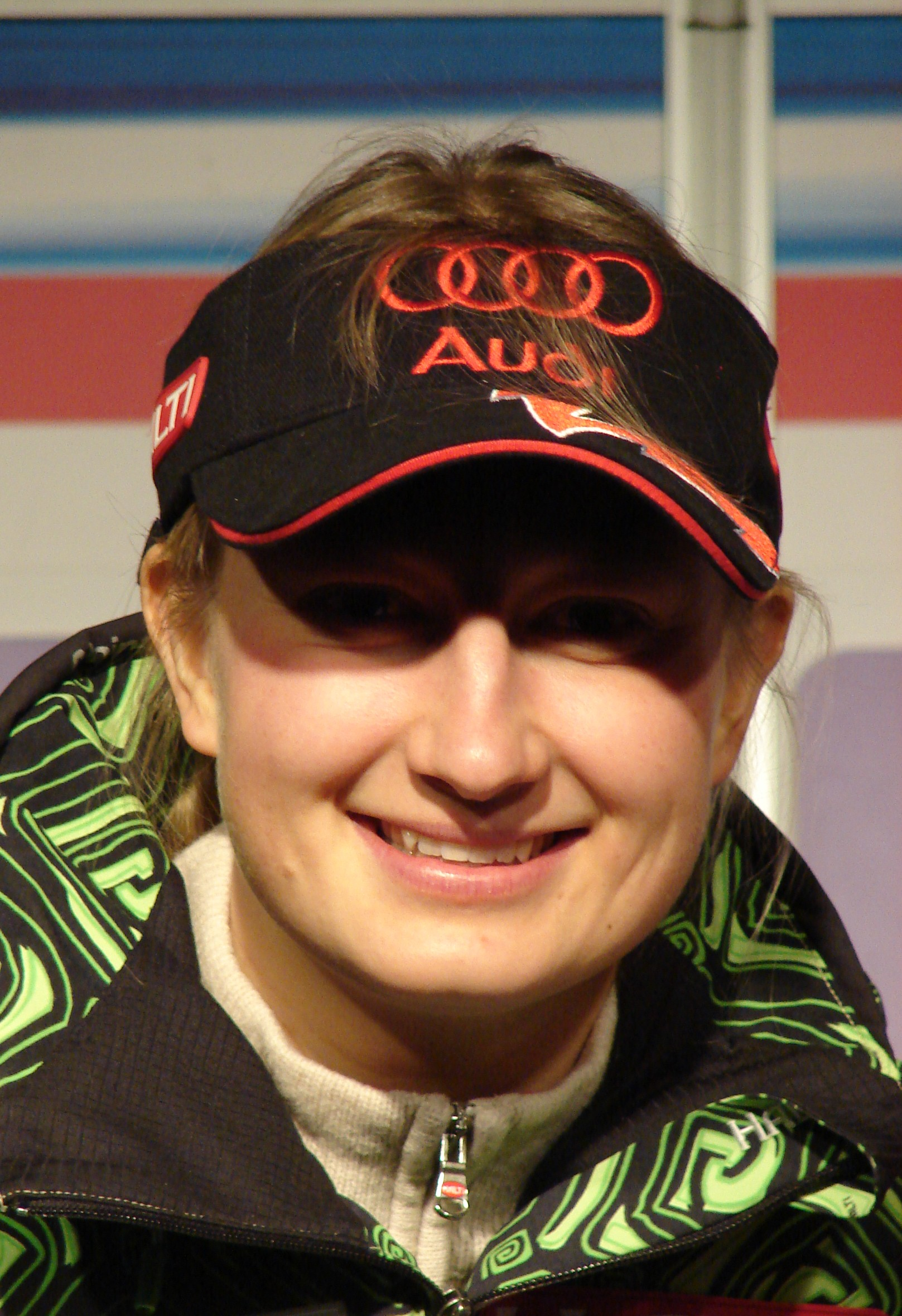
Таня в 2006 году

Чемпионка мира среди юниоров 1997 года в слаломе. В том же году дебютировала в Кубке мира. В 2005 году Таня выиграла Кубки мира в зачёте слалома и гигантского слалома, став первой горнолыжницей из Финляндии, добившейся такого успеха (у мужчин в 2003 году в зачёте слалома побеждал финн Калле Паландер). В общем зачёте Кубка мира в том году Таня была пятой, что также является высшим достижением для финских горнолыжниц.
В том же 2005 году Поутиайнен завоевала 2 серебряные медали на чемпионате мира в Бормио. В слаломе она 18 сотых секунды проиграла Янице Костелич, а в гигантском слаломе на 20 сотых Таню обогнала Аня Персон.
На Олимпийских играх 2006 года в Турине Таня сумела завоевать ещё одно серебро: в гигантском слаломе Таня была единственной, кто проиграл чемпионке Джулии Манкусо менее секунды — разрыв составил 67 сотых. Серебро Поутиайнен стало первой олимпийской наградой в истории горнолыжного спорта Финляндии. В слаломе Таня осталась шестой.
В сезоне 2008/09 года Таня во второй раз в карьере выиграла малый «Хрустальный глобус» в зачёте гигантского слалома, лишь благодаря второму месту на последнем этапе в Швеции обойдя австрийку Катрин Цеттель. В общем зачёте Кубка мира Таня, набрав 914 очков, стала пятой, как и в 2005 году. На чемпионате мира 2009 года во французском Валь-д’Изере Таня пополнила свою коллекцию наград двумя бронзовыми медалями в слаломе и гигантском слаломе.
На Олимпийских играх 2010 года в Ванкувере Таня была претендентом на награды в технических дисциплинах, но стала шестой в слаломе и 13-й в гигантском слаломе.
На чемпионате мира 2013 года в Шладминге Таня была близка к своей пятой в карьере медали. В слаломе в первой попытке Таня показала второй результат после шведки Фриды Хансдоттер, но вторую попытка финка провела неудачно, показав только 18-й результат, по сумме двух попыток Таня стала четвёртой, проиграв в борьбе за бронзу 0,35 сек Хансдоттер.
Всего за карьеру Таня более 250 раз стартовала на этапах Кубка мира, 48 раз поднималась на подиум (не менее двух раз за сезон на протяжении 12 сезонов подряд с 2001/02 до 2012/13) и выиграла 11 этапов — 6 в слаломе и 5 в гигантском слаломе (Таня — единственная в истории финская горнолыжница, выигрывавшая этапы Кубка мира, все 14 побед финских мужчин на счету Калле Паландера). Первая победа была одержана Поутиайнен в феврале 2004 года в финском Леви, а последняя — в январе 2011 года в австрийском Флахау. Победа во Флахау сделала Таню самой возрастной в истории победительницей слалома на этапах Кубка мира — на момент победы ей было 30 лет и 9 месяцев (вскоре это достижение у финки отобрала её многолетняя соперница в слаломе Марлис Шильд). 12 сезонов подряд (2001/02 — 2012/13) Таня попадала в число 15 лучших по итогам общего зачёта Кубка мира.
В марте 2013 года получила серьезную травму: разрыв передней крестообразной связки колена. В сентябре 2013 года вновь начала тренироваться. 16 марта 2014 года в Ленцерхайде последний раз вышла на старт этапа Кубка мира, став 20-й в гигантском слаломе. Последний старт в Кубке мира Таня провела ровно через 17 лет после дебюта в 1997 году. Завершила карьеру в апреле 2014 года после очередной победы в гигантском слаломе на чемпионате Финляндии, последний старт провела в слаломе 7 апреля 2014 года в родном Рованиеми на следующий день после своего 34-летия.
Трижды подряд (2004, 2005 и 2006) Таня признавалась лучшей спортсменкой года в Финляндии. Многократная чемпионка Финляндии в слаломе и гигантском слаломе.
В настоящее время проживает в швейцарском Санкт-Галлене. Владеет шведским и английским языками.
В августе 2015 года вышла замуж за Весу Ринне. 4 мая 2016 года родила близнецов — сына и дочь.

## Результаты на крупнейших соревнованиях

### Зимние Олимпийские игры
| Олимпийские игры    | Скоростной спуск | Супергигант | Гигантский слалом | Слалом | Супер- комбинация |
| ------------------- | ---------------- | ----------- | ----------------- | ------ | ----------------- |
| 1998 Нагано         | —                | —           | 26                | 18     | —                 |
| 2002 Солт-Лейк-Сити | —                | —           | 11                | DNF    | —                 |
| 2006 Турин          | —                | —           | 2                 | 6      | —                 |
| 2010 Ванкувер       | —                | —           | 13                | 6      | —                 |
| 2014 Сочи           | —                | —           | 14                | 12     | —                 |

### Кубки мира
- Слалом — 2004/2005
- Гигантский слалом — 2004/2005, 2008/2009

### Победы на этапах Кубка мира (11)
| №  | Сезон   | Дата        | Место             | Дисциплина            |
| -- | ------- | ----------- | ----------------- | --------------------- |
| 1  | 2003/04 | 24 фев 2004 | Леви              | Слалом                |
| 2  | 2004/05 | 26 ноя 2004 | Аспен             | Гигантский слалом     |
| 3  | 2004/05 | 28 ноя 2004 | Аспен             | Слалом (2)            |
| 4  | 2004/05 | 12 дек 2004 | Альтенмаркт       | Слалом (3)            |
| 5  | 2004/05 | 20 янв 2005 | Загреб            | Слалом (4)            |
| 6  | 2006/07 | 10 мар 2007 | Цвизель           | Гигантский слалом (2) |
| 7  | 2007/08 | 15 фев 2008 | Загреб            | Слалом (5)            |
| 8  | 2008/09 | 13 дек 2008 | Ла-Молина         | Гигантский слалом (3) |
| 9  | 2009/10 | 24 окт 2009 | Зёльден           | Гигантский слалом (4) |
| 10 | 2009/10 | 24 янв 2010 | Кортина-д’Ампеццо | Гигантский слалом (5) |
| 11 | 2010/11 | 11 янв 2011 | Флахау            | Слалом (6)            |